# جيوفري كيلي (سياسي)
جيوفري كيلي هو سياسي كندي، ولد في 17 فبراير 1955 في مونتريال في كندا. نشط حزبياً في حزب كيبيك الليبرالي. وقد انتخب عضو الجمعية الوطنية في كيبك ‏ عن دائرة Jacques-Cartier ‏ خلال فترته النيابية ‏.